# 洪堡鎮區 (伊利諾伊州科爾斯)
洪堡鎮區（英語：Humboldt Township）是位於美國伊利諾伊州科爾斯縣的一個行政鎮區。

## 地方資料
根據2010年美國人口普查的數據，洪堡鎮區的面積為138.70平方千米，當中陸地面積為138.60平方千米，而水域面積為0.10平方千米。當地共有人口1316人，而人口密度為每平方千米9.49人。